# Crevette grise de sable
Crangon septemspinosa
Espèce
La Crevette grise de sable (Crangon septemspinosa) est une espèce de crevettes de la famille des Crangonidae.

## Répartition et habitats
Elle vit le long de la côte atlantique de l'Amérique du Nord, de Terre-Neuve à la Floride. L'hiver, elle gagne des profondeurs allant jusqu'à 450 m.